# Partido di San Vicente
Il partido di San Vicente è un dipartimento (partido) dell'Argentina facente parte della provincia di Buenos Aires. Il capoluogo è San Vicente.